# Josef Koch (Politiker, 1881)
Josef Koch (* 24. Dezember 1881 in Hausen; † 27. September 1963 in Düren) war ehrenamtlicher Oberbürgermeister von Düren.
Koch wurde am 4. Dezember 1951 zum Oberbürgermeister gewählt. Seine Amtszeit endete am 21. November 1952. Er war Mitglied der CDU. Vorgänger von Koch war Peter Geuer, sein Nachfolger wurde Heinrich Spies.

## Weblink
- Koch auf old.dueren.de

| Personendaten    | Personendaten                             |
| ---------------- | ----------------------------------------- |
| NAME             | Koch, Josef                               |
| KURZBESCHREIBUNG | deutscher Politiker und Oberbürgermeister |
| GEBURTSDATUM     | 24. Dezember 1881                         |
| GEBURTSORT       | Hausen (Heimbach)                         |
| STERBEDATUM      | 27. September 1963                        |
| STERBEORT        | Düren                                     |